# Es war so wunderschön
Es war so wunderschön (C'était si beau) est une marche de Johann Strauss II (op. 467). L'œuvre est créée le 15 mars 1896 dans la salle de concert de la Musikverein de Vienne.

## Histoire
La marche est composée sur la base de motifs de l'opérette Waldmeister, créée en 1895. Le motif principal de la marche est le distique du même nom du 3e acte de l'opérette. Le Trio présente des parties de Ja, gewiss, ich rühme mich, final du 2e acte, et de la section finale de la troisième pièce du premier acte, Nun hören Sie. La première a lieu le 15 mars 1896 dans le cadre des concerts dominicaux d'Eduard Strauss à l'occasion de son 61e anniversaire, dans la Musikverein de Vienne.

## Durée
Sa durée d'exécution est d'environ trois minutes et 50 secondes. Elle peut varier légèrement selon l'interprétation musicale du chef d'orchestre.

## Interprétation notable
En 2004, la pièce est jouée lors du célèbre concert du nouvel an à Vienne, sous la direction de Riccardo Muti.